# Нафтова дорога
Нафтова дорога (рос. Нефтяная дорога) — проїзд у Фрунзенському районі Санкт-Петербурга. Проходить від Набережного Обвідного каналу до вулиці Самойлової уздовж Московського напрямку Жовтневої залізниці.

## Історія
Із 1889 року проїзд носив назву Безіменна дорога. Паралельно з початку XX століття існували варіанти Нобельська дорога і Нобелівська дорога, дані в честь землевласника, шведського підприємця, винахідника динаміту А. Нобеля, який поблизу проїзду мав склади гасу.
Сучасну назву Нафтова дорога присвоєно 10 вересня 1935 року — це пов'язано з тим, що поблизу містилися нафтові склади.

## Розташування та об'єкти

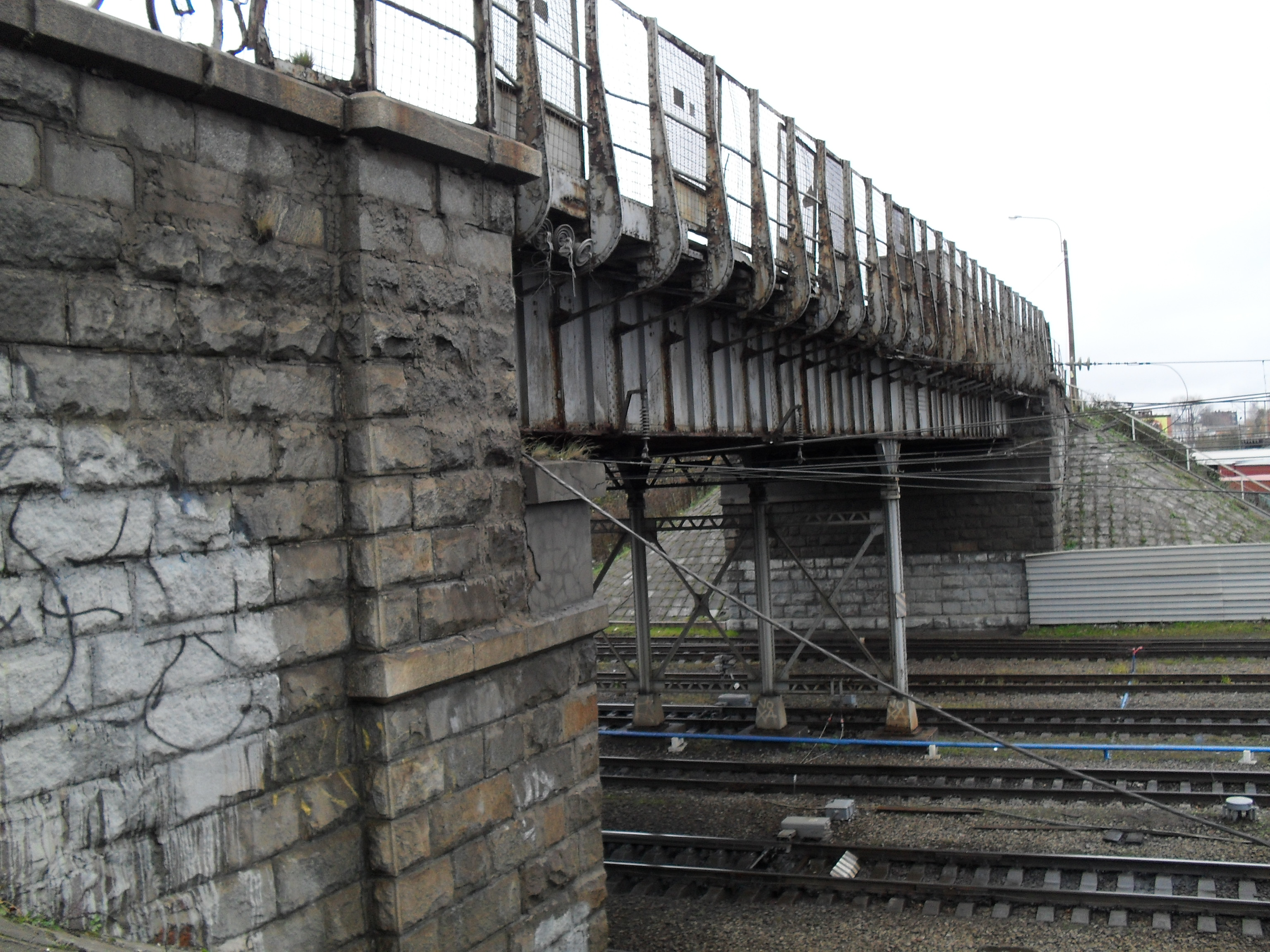
Навалочний шляхопровід 1909 року будівництва

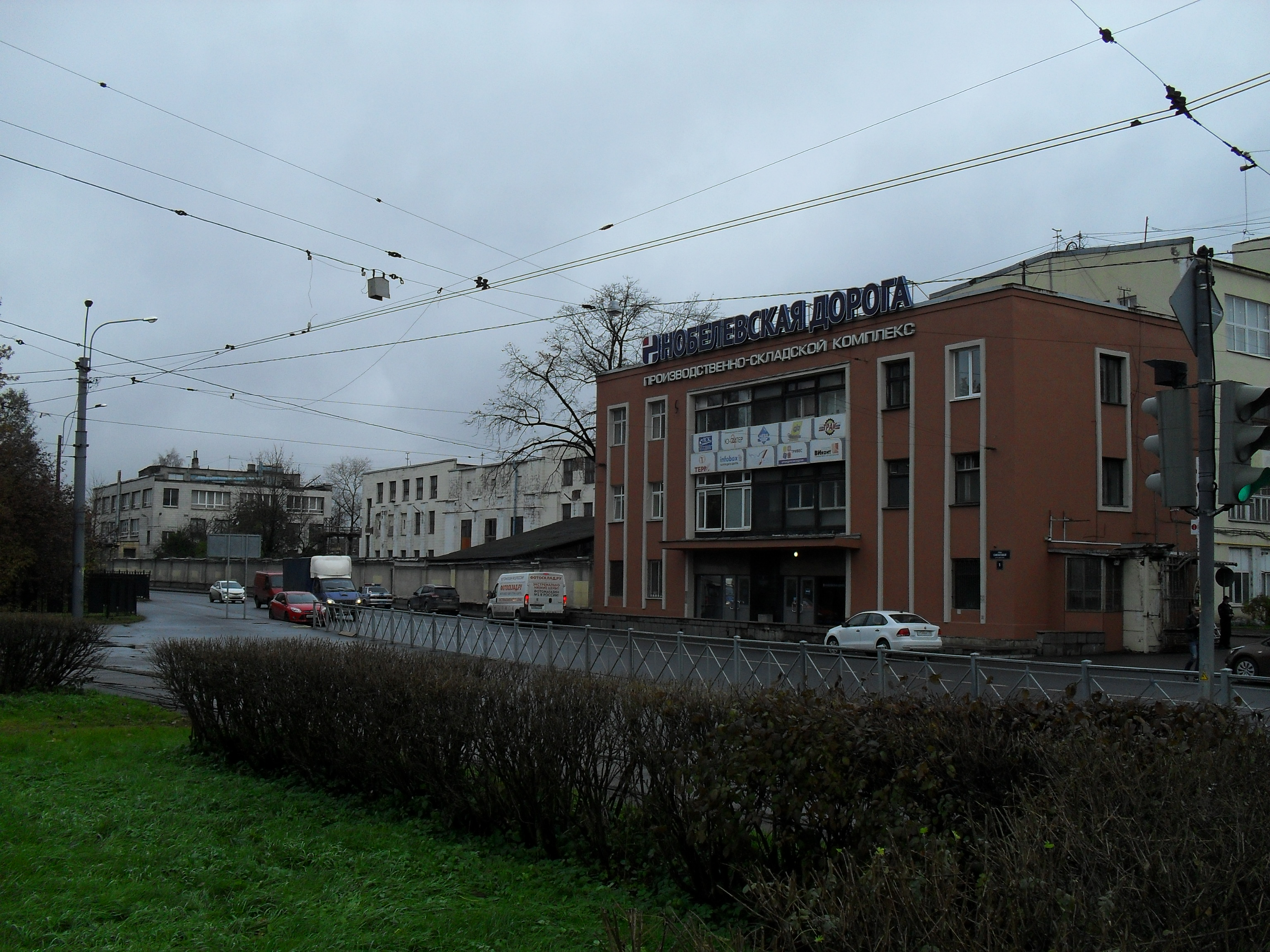
Виробничо-складський комплекс «Нобелівська дорога» знаходиться в стороні від дороги на прилеглій вулиці Самойлової, яка раніше називалася Нобелівською вулицею

- ЗАТ НВО завод «Спеціальних матеріалів»
- Пам'ятник Танк Т-80 БВ
- ПТК «Транс строй»
- Платформа «Навалочна»

Північна частина проїзду примикає до набережної Обвідного каналу: в безпосередній близькості від примикання між проїздом і Дніпропетровською вулицею знаходиться гирло річки Волковки, через яке перекинуто Ново-Цегляний міст.
Південна частина проїзду переходить у Навалочний шляхопровід, який перекинутий через колії Московського напрямку Жовтневої залізниці та виходить на сході до Глухоозерського шосе і вулиці Сєдова. Побудований в 1909 році і спочатку називався Шляхопроводом літер В, також має народну назву Горбатий міст. На початку шляхопроводу до Нафтової дороги також примикає вулиця Самойлової, яка до 1923 року називалася Нобелівської вулицею.